# USA:s Grand Prix 2019
USA:s Grand Prix 2019, officiellt Formula 1 United States Grand Prix 2019, var ett Formel 1-lopp som kördes 3 november 2019 på Circuit of the Americas i Austin, USA. Loppet var det nittonde av sammanlagt tjugoen deltävlingar ingående i Formel 1-säsongen 2019 och kördes över 56 varv.